# アイルランド人の一覧
アイルランド人の一覧（アイルランドじんのいちらん）は、アイルランド島および付属の島嶼出身者を五十音順に一覧にしたものである。

## ア行
- バーティ・アハーン - 政治家
- キャスリーン・アントネッリ - プログラマー
- ウィリアム・バトラー・イェイツ - 作家。1923年ノーベル文学賞受賞
- 初代ウェリントン公爵アーサー・ウェルズリー - 軍人、政治家
- トーマス・ウォートルス - 建築技術者、銀座煉瓦街の建設者
- エンヤ - ミュージシャン
- ターロック・オキャロラン - ハープ奏者・作曲家
- ショーン・T・オケリー - 政治家
- シネイド・オコナー - シンガーソングライター
- ピーター・オトゥール - 俳優
- カハル・オドーリー - 政治家
- エドナ・オブライエン - 小説家
- ヒューゴー・オフラハーティ - バチカンにおけるユダヤ人の救出者
- ドロレス・オリオーダン - シンガーソングライター

## カ行
- マイケル・ガンボン - 俳優
- フアン・ガリンド - 軍人、アマチュア考古学者。中央アメリカ連邦に帰化し、統一派モラサン将軍と共に戦う中でマヤ文明の調査を行った
- ギルバート・オサリバン - シンガーソング・ライター
- ローナン・キーティング - 歌手
- マイケル・キネーン - 騎手
- シェイ・ギブン - サッカー選手
- ロリー・ギャラガー - ギタリスト、歌手
- ロイ・キーン - サッカー選手、サッカー指導者
- ロビー・キーン - サッカー選手
- マーク・キンセラ - サッカー選手
- ハリー・クラーク - 挿絵画家、ステンドグラス作家
- ブライアン・クロス（B+） - 写真家、著作家、映画監督、DJ
- ギャリー・ケリー - サッカー選手
- ショーン・ケリー - 自転車選手
- ヴェロニカ・ゲリン - ジャーナリスト
- ケルティック・ウーマン - 歌手グループ
  - メイヴ・ニー・ウェルカハ
  - リサ・ケリー
  - クロエ・アグニュー
  - リン・ヒラリー
  - アレックス・シャープ
  - オーラ・ファロン
  - ヘイリー・ウェステンラ
  - マレード・ネスビット
- ボブ・ゲルドフ - ミュージシャン、作曲家、俳優、政治活動家
- ジェームズ・コノリー - 民族運動指導者
- マイケル・コリンズ - アイルランド独立運動の指揮者
- コルンバ - アイオナ修道院を創建した修道僧

## サ行
- エドワード・サビーン - 天文学者・探検家
- アーネスト・シャクルトン - 探検家
- ジョージ・バーナード・ショー - 作家。1925年ノーベル文学賞受賞
- ジェイムズ・ジョイス - 作家
- ニール・ジョーダン - 映画監督
- マザー・ジョーンズ - 労働活動家
- ジョナサン・スウィフト - 小説家
- アンドリュー・スコット - 俳優
- ローレンス・スターン - 小説家
- チャールズ・ヴィリアーズ・スタンフォード - 作曲家
- リチャード・スティール（英語版） - 作家・政治家
- ブラム・ストーカー - 小説家。「吸血鬼ドラキュラ」の作者。
- ジョージ・ガブリエル・ストークス - 数学者、物理学者
- デイヴィ・スピラーン - イリアン・パイプス奏者
- ヴィクトリア・スマーフィット（英語版） - 女優。ヴィクトリア・サマフィットとも表記される

## タ行
- スチュアート・タウンゼント - 俳優
- ケネス・ターナー－フラワーアーティスト
- ダミアン・ダフ - サッカー選手
- ロード・ダンセイニ - 小説家
- アースキン・ハミルトン・チルダース - 政治家
- エイモン・デ・ヴァレラ - 政治家
- デレック・デイリー - レーサー
- ファーガル・デヴィット - プロレスラー
- ジェラード・デランティ - 社会学者
- ロディ・ドイル - ブッカー賞受賞小説家

## ハ行
- ナイル・ホーラン - 歌手 ワンダイレクションのメンバー
- ダグラス・ハイド - 言語学者
- セアラ・パーサー - 肖像画家
- エドマンド・バーク - 哲学者
- ジョージ・バークリー  - 哲学者
- イアン・ハート - サッカー選手
- ヴィクター・ハーバート - 作曲家、チェリスト
- パトリック・ラフカディオ・ハーン（小泉八雲） - 小説家
- ガブリエル・バーン - 俳優
- ウィリアム・ローワン・ハミルトン - 数学者・物理学者
- リチャード・ハリス - 俳優
- パット・バレット - プロレスラー
- マイケル・D・ヒギンズ - アイルランド大統領
- ブレンダン・ビーハン - 作家・劇作家
- パトリック・ヒラリー - 政治家

- コリン・ファレル - 俳優
- ステファン・ファレリー - WWE所属のプロレスラー
- セオドーラ・フィッツギボン - 料理研究家
- ジョージ・フィッツジェラルド - 物理学者
- ジェラルディン・フィッツジェラルド - 女優
- ジョン・フィールド - 作曲家
- ジョン・フォード - 映画監督
- メアリー・ブラック - 歌手
- クロンファートのブレンダン（聖ブレンダン）
- ピアース・ブロスナン - 俳優。5代目ジェームズ・ボンド

- サミュエル・ベケット - 作家。1969年ノーベル文学賞受賞
- サム・ベネット-自転車選手
- フランシス・ベーコン - 画家
- ハイム・ヘルツォグ - イスラエルの政治家。アイルランドの代表的ラビの息子

- ロバート・ボイル - 化学者、物理学者
- ボノ - ミュージシャン (U2)
- エマ・ボルジャー - 女優

## マ行
- キリアン・マーフィ - 俳優
- スカル・マーフィー - プロレスラー
- 聖マラキ - カトリック聖職者
- デヴォン・マーレー- 俳優
- コナー・マクレガー - 総合格闘家(元UFC世界フェザー級・ライト級王者)
- コルム・ミーニイ - 俳優
- メイヴ - 歌手

## ラ行
- コーネリアス・ライアン - ジャーナリスト
- フィル・ライノット - ロック・シンガー
- ドーナル・ラニー - ブズーキ奏者、音楽プロデューサー
- ジョナサン・リース＝マイヤーズ - 俳優
- イヴァナ・リンチ - 女優
- シアーシャ・ローナン - 女優
- ステファン・ロシュ - 自転車選手
- メアリー・ロビンソン - アイルランド共和国第7代大統領

## ワ行
- オスカー・ワイルド - 作家、劇作家

## 北アイルランド
- エディ・アーバイン - レーサー
- ワイルド・アンガス - プロレスラー
- ヴィヴィアン・キャンベル - ギタリスト
- ジェームズ・ゴールウェイ - フルート奏者・指揮者
- ウィリアム・トムソン（ケルヴィン卿） - 物理学者
- デヴィッド・トリンブル - 政治家
- リーアム・ニーソン - 俳優
- サム・ニール - 俳優
- ジョン・ヒューム - 政治家
- デイブ・フィンレイ - プロレスラー
- ジョン・ロビンソン - DJ
- ジェームズ・ブライス - 法学者・歴史学者・政治家
- ケネス・ブラナー - 俳優
- ジョージ・ベスト - サッカー選手
- マイレッド・コリガン・マグワイア - 平和運動家。ノーベル平和賞（1976年）
- メアリー・マッカリース - アイルランド第8代大統領
- ゲイリー・ムーア - シンガーソングライター、ギタリスト
- ヴァン・モリソン - シンガーソングライター
- C.S.ルイス - ファンタジー作家、神学者
- スティーヴン・レイ - 俳優
- ブレンダン・ロジャーズ - サッカー指導者

## 在外、アイルランド系移民
- パトリシオ・エイルウィン - アイルランド系チリ共和国大統領。
- ベルナルド・オイギンス - アイルランド系チリ人。チリの独立指導者。
- オーギュスタ・オルメス - フランスの作曲家
- ニコール・キッドマン - オーストラリア出身の女優
- マライア・キャリー - アメリカの歌手
- エイダン・クイン - アメリカ生まれの俳優
- トム・クルーズ - アメリカの俳優
- エルネスト・ゲバラ - アイルランド系/バスク系アルゼンチン人。革命家。キューバ革命の指導者。
- アメリカのケネディ一族
  - ジョン・F・ケネディ - 第35代アメリカ合衆国大統領
  - ロバート・ケネディ - 第64代アメリカ合衆国司法長官
  - エドワード・ケネディ - アメリカ合衆国上院議員
- グレース・ケリー - アメリカの女優、モナコ公妃
- アーサー・コナン・ドイル - イギリスの作家
- アン・サリヴァン - アメリカの教育家、ヘレン・ケラーの家庭教師
- マーク・ノップラー - スコットランド生まれのミュージシャン、音楽プロデューサー
- ブロンテ姉妹 - 北アイルランド出身のイギリスの小説家
- パトリス・ド・マクマオン - フランスの軍人、フランス大統領
- フランク・マコート - アメリカの作家
- アーネスト・ジョン・モーラン - イギリスの作曲家
- ロナルド・レーガン - 第40代アメリカ合衆国大統領
- ヒュー・ロフティング - イギリス出身のアメリカの児童文学作家
- モリッシー - イギリス出身のミュージシャン
- ジョニー・マー - イギリスのギタリスト

## アイルランドで活躍した人物
- 聖パトリック - ブレトン人

## 架空の人物
- トゥアハ・デ・ダナーン
- テッド神父
- マイルズ・オブライエン
- アルテミス・ファウル